# Øjenbryn
Øjenbryn er de hår man har over sine øjne.
Øjenbrynenes vigtigste funktion er at beskytte øjnene fra sved og regn, deres form gør det i stedet løber langs siderne af øjnene.
Mellemrummet mellem øjenbrynene betegnes Glabella.